# World Cup (Männer-Handball) 1996
Der World Cup 1996 war die siebte Austragung des World Cups im Handball der Männer. Das Turnier mit den acht bestplatzierten Nationalmannschaften der Weltmeisterschaft 1995 fand vom 9. bis 14. Januar 1996 in Schweden statt. Mit dem WM-Sechsten Ägypten nahm erstmals ein nichteuropäisches Team am Wettbewerb teil. Das Finale wurde im Globen in Stockholm ausgetragen.

## Modus
In zwei Vorrundengruppen spielten je vier Teams im Modus Jeder-gegen-jeden. Die Erst- und Zweitplatzierten spielten über Kreuz in den Halbfinals die Teilnehmer für das Finale sowie das Spiel um Platz 3 aus. Die Drittplatzierten der Vorrunde spielten um die Plätze 5/6, die Viertplatzierten um die Plätze 7/8.
Die Spielzeit der Vorrundenspiele betrug 2 mal 30 Minuten. Alle anderen Spiele gingen bei Gleichstand nach 60 Minuten in die Verlängerung über 2 mal 5 Minuten. Bei erneutem Gleichstand folgten weitere 2 mal 5 Minuten. Sollte es zu keiner Entscheidung gekommen sein, ging es ins Siebenmeterwerfen.
Maximal 18 Spieler durften ins Aufgebot berufen werden, von denen 12 pro Spiel nominiert wurden.

## Vorrunde

### Gruppe A
| Pl. | Land       | Sp. | S | U | N | Tore    | Diff. | Punkte |
| --- | ---------- | --- | - | - | - | ------- | ----- | ------ |
| 1.  | Schweden   | 3   | 3 | 0 | 0 | 082:630 | +19   | 6      |
| 2.  | Frankreich | 3   | 2 | 0 | 1 | 087:690 | +18   | 4      |
| 3.  | Schweiz    | 3   | 0 | 1 | 2 | 063:720 | −9    | 1      |
| 4.  | Tschechien | 3   | 0 | 1 | 2 | 061:890 | −28   | 1      |

| 9. Januar 1996 | Frankreich                    | 26:23   | Schweiz                           | Billingehov, Skövde Zuschauer: 2400 |
| 9. Januar 1996 | meiste Tore: Raoul Prandi (5) | (13:12) | meiste Tore: Marc Baumgartner (8) | Billingehov, Skövde Zuschauer: 2400 |
| 9. Januar 1996 | gallica.bnf.fr handball.ch    |         |                                   | Billingehov, Skövde Zuschauer: 2400 |

| 9. Januar 1996 | Schweden                                        | 31:20  | Tschechien                    | Billingehov, Skövde Zuschauer: 2654 Schiedsrichter: Gallego, Lamas |
| 9. Januar 1996 | meiste Tore: Hajas, Olsson, M. Andersson (je 5) | (15:9) | meiste Tore: Roman Bečvář (6) | Billingehov, Skövde Zuschauer: 2654 Schiedsrichter: Gallego, Lamas |
| 9. Januar 1996 | handboll.capmind.se                             |        |                               | Billingehov, Skövde Zuschauer: 2654 Schiedsrichter: Gallego, Lamas |

| 10. Januar 1996 | Frankreich                          | 36:19   | Tschechien                   | Älvhögsborg, Trollhättan |
| 10. Januar 1996 | meiste Tore: Stéphane Stoecklin (8) | (15:10) | meiste Tore: Jiří Tancoš (5) | Älvhögsborg, Trollhättan |
| 10. Januar 1996 | gallica.bnf.fr                      |         |                              | Älvhögsborg, Trollhättan |

| 10. Januar 1996 | Schweden                                            | 24:18   | Schweiz                          | Älvhögsborg, Trollhättan Zuschauer: 2007 Schiedsrichter: Börresen, Strand |
| 10. Januar 1996 | meiste Tore: Petersson, Olsson, M. Andersson (je 4) | (11:11) | meiste Tore: Marc Baumgartner 8) | Älvhögsborg, Trollhättan Zuschauer: 2007 Schiedsrichter: Börresen, Strand |
| 10. Januar 1996 | handboll.capmind.se                                 |         |                                  | Älvhögsborg, Trollhättan Zuschauer: 2007 Schiedsrichter: Börresen, Strand |

| 11. Januar 1996 | Schweiz                           | 22:22   | Tschechien | Frölundaborg, Göteborg Zuschauer: 3200 |
| 11. Januar 1996 | meiste Tore: Marc Baumgartner (6) | (13:10) |            | Frölundaborg, Göteborg Zuschauer: 3200 |
| 11. Januar 1996 | handball.ch                       |         |            | Frölundaborg, Göteborg Zuschauer: 3200 |

| 11. Januar 1996 | Schweden                    | 27:25   | Frankreich                          | Frölundaborg, Göteborg Zuschauer: 4337 Schiedsrichter: Gallego, Lamas |
| 11. Januar 1996 | meiste Tore: Erik Hajas (6) | (16:12) | meiste Tore: Stéphane Stoecklin (7) | Frölundaborg, Göteborg Zuschauer: 4337 Schiedsrichter: Gallego, Lamas |
| 11. Januar 1996 | handboll.capmind.se         |         |                                     | Frölundaborg, Göteborg Zuschauer: 4337 Schiedsrichter: Gallego, Lamas |

### Gruppe B
| Pl. | Land        | Sp. | S | U | N | Tore    | Diff. | Punkte |
| --- | ----------- | --- | - | - | - | ------- | ----- | ------ |
| 1.  | Russland    | 3   | 3 | 0 | 0 | 091:730 | +18   | 6      |
| 2.  | Ägypten     | 3   | 2 | 0 | 1 | 069:690 | ±0    | 4      |
| 3.  | Deutschland | 3   | 1 | 0 | 2 | 069:690 | ±0    | 2      |
| 4.  | Kroatien    | 3   | 0 | 0 | 3 | 070:880 | −18   | 0      |

| 9. Januar 1996 | Ägypten | 26:22 | Kroatien | Ystad |
| 9. Januar 1996 | (12:11) |       |          | Ystad |
| 9. Januar 1996 |         |       |          | Ystad |

| 9. Januar 1996 | Russland | 29:22 | Deutschland | Ystad |
| 9. Januar 1996 | (16:7)   |       |             | Ystad |
| 9. Januar 1996 |          |       |             | Ystad |

| 10. Januar 1996 | Ägypten | 17:15 | Deutschland | Hässleholm |
| 10. Januar 1996 | (10:8)  |       |             | Hässleholm |
| 10. Januar 1996 |         |       |             | Hässleholm |

| 10. Januar 1996 | Russland | 30:25 | Kroatien | Helsingborg |
| 10. Januar 1996 |          |       |          | Helsingborg |
| 10. Januar 1996 |          |       |          | Helsingborg |

| 11. Januar 1996 | Deutschland | 32:23 | Kroatien | Hässleholm |
| 11. Januar 1996 | (15:13)     |       |          | Hässleholm |
| 11. Januar 1996 |             |       |          | Hässleholm |

| 11. Januar 1996 | Russland | 32:26 | Ägypten | Helsingborg |
| 11. Januar 1996 | (14:15)  |       |         | Helsingborg |
| 11. Januar 1996 |          |       |         | Helsingborg |

## Platzierungsspiele

### Halbfinals
| 13. Januar 1996 | Schweden                    | 20:19  | Ägypten                      | Rocklunda, Västerås Zuschauer: 3258 Schiedsrichter: Gallego, Lamas |
| 13. Januar 1996 | meiste Tore: Erik Hajas (6) | (14:8) | meiste Tore: Ashraf Awad (9) | Rocklunda, Västerås Zuschauer: 3258 Schiedsrichter: Gallego, Lamas |
| 13. Januar 1996 | handboll.capmind.se         |        |                              | Rocklunda, Västerås Zuschauer: 3258 Schiedsrichter: Gallego, Lamas |

| 13. Januar 1996 | Russland                                     | 34:27   | Frankreich                          | Rocklunda, Västerås |
| 13. Januar 1996 | meiste Tore: Kulintschenko, Pogorelow (je 7) | (15:15) | meiste Tore: Stéphane Stoecklin (8) | Rocklunda, Västerås |
| 13. Januar 1996 | gallica.bnf.fr                               |         |                                     | Rocklunda, Västerås |

### Spiel um Platz 7
| 13. Januar 1996 | Tschechien | 23:19 | Kroatien |  |
| 13. Januar 1996 |            |       |          |  |
| 13. Januar 1996 |            |       |          |  |

### Spiel um Platz 5
| 14. Januar 1996 | Deutschland                          | 22:21  | Schweiz                           | Globen, Stockholm |
| 14. Januar 1996 | meiste Tore: Christian Scheffler (8) | (9:12) | meiste Tore: Marc Baumgartner (6) | Globen, Stockholm |
| 14. Januar 1996 | handball.ch                          |        |                                   | Globen, Stockholm |

### Spiel um Platz 3
| 14. Januar 1996 | Frankreich                          | 30:21   | Ägypten                         | Globen, Stockholm |
| 14. Januar 1996 | meiste Tore: Stéphane Stoecklin (8) | (15:10) | meiste Tore: Ahmed El-Attar (9) | Globen, Stockholm |
| 14. Januar 1996 | gallica.bnf.fr                      |         |                                 | Globen, Stockholm |

### Spiel um Platz 1
| 14. Januar 1996 | Schweden                    | 23:21  | Russland                           | Globen, Stockholm Zuschauer: 8231 Schiedsrichter: Gallego, Lamas |
| 14. Januar 1996 | meiste Tore: Erik Hajas (6) | (13:9) | meiste Tore: Dmitri Torgowanow (5) | Globen, Stockholm Zuschauer: 8231 Schiedsrichter: Gallego, Lamas |
| 14. Januar 1996 | handboll.capmind.se         |        |                                    | Globen, Stockholm Zuschauer: 8231 Schiedsrichter: Gallego, Lamas |

## Abschlussplatzierungen
| Schweden | Russland | Frankreich |
| Mats Olsson Jesper Larsson Robert Hedin Magnus Wislander Ola Lindgren Per Carlén Erik Hajas Stefan Lövgren Pierre Thorsson Staffan Olsson Andreas Larsson Magnus Andersson Jan Stankiewicz Thomas Sivertsson Johan Petersson Robert Andersson Anders Bäckegren Martin Frändesjö | Igor Lawrow Alexei Franzusow Roman Serikow Oleg Kuleschow Eduard Kokscharow Lew Woronin Alexei Demidow Dmitri Torgowanow Pawel Sukosjan Stanislaw Kulintschenko Igor Ljowschin Sergei Pogorelow (mglw. unvollständig) | Christian Gaudin Yohann Delattre François-Xavier Houlet Philippe Schaaf Guéric Kervadec Stéphane Cordinier Gaël Monthurel Grégory Anquetil Olivier Maurelli Stéphane Stoecklin Joël Abati Raoul Prandi Stéphane Joulin Franck Maurice (mglw. unvollständig) |
| Bengt Johansson (Trainer) | Wladimir Maximow (Trainer) | Daniel Costantini (Trainer) |

- 4. Platz:  Ägypten

Kader: (mglw. unvollständig), Ahmed Elawady, Ayman Salah, Ahmed El-Attar, Khaled Mohamed Hassan, Hosam Gharib, Mohamed Ashour, Gohar Nabil, Ahmed Ramadan, Ayman Elalfy, Amro El-Geyoushi, Ashraf Awad, Ahmed Belal, Labib, H. Awad. Trainer:  Javier García Cuesta
- 5. Platz:  Deutschland

Kader: (unvollständig), Henning Siemens, Mike Fuhrig, Christian Schwarzer, Martin Schmidt, Christian Scheffler. Trainer: Arno Ehret
- 6. Platz:  Schweiz

Kader: René Barth, Marc Baumgartner, Michael Brandenberger, Nicolas Christen, Rolf Dobler, Frank Heinzmann, Peter Hürlimann, Robert Kostadinovich, Carlos Lima Fuentes, Christian Meisterhans, Beat Rellstab, Patrick Rohr, Martin Rubin, Urs Schäfer, Alexander Vasilakis. Trainer:  Armin Emrich
- 7. Platz:  Tschechien

Kader: (mglw. unvollständig), Jan Štochl, Miloš Slabý, Jiří Tancoš, Roman Bečvář, Vladimír Šuma, Adolf Blecha, Petr Házl, Michal Tonar, Libor Hrabal, Petr Hejtmánek, Tomáš Bokr, Pavel Pauza, Petr Hrachovec. Trainer: Vladimír Haber
- 8. Platz:  Kroatien

Kader: (unvollständig). Trainer: Abas Arslanagić